# Isaac La Peyrère
Isaac La Peyrère (Bordeaux, 1596 - Aubervilliers, 30 januari 1676) was een 17e-eeuws Frans geleerde afkomstig uit een familie van hugenoten.

## Bijbelkritiek
La Peyrère was een van de eerste publicerende auteurs van Bijbelkritiek, een wetenschappelijke discipline die voortkwam uit de secularisatie in de zeventiende eeuw. Hij studeerde rechten, werd advocaat en trouwde in 1624 met Suzanne Petit. Hij werd secretaris, later bibliothecaris, van een Prins van den bloede in Parijs, de Prins van Condé, die zich omringde met wetenschappers, schrijvers en denkers, onder wie Blaise Pascal en Hugo de Groot. Geleerden als Scaliger schreven wel kritisch in brieven, maar zij publiceerden geen bijbelkritiek.
De werkkring bij de machtige Franse prins gaf de bijbelcritici bescherming tegen vervolging. Aan een universiteit zouden de theologen hun werk hebben gesaboteerd. Zonder een beschermheer zouden zij vervolgd hebben kunnen worden wegens godslastering en ketterij.

## La Peyrère en het jodendom

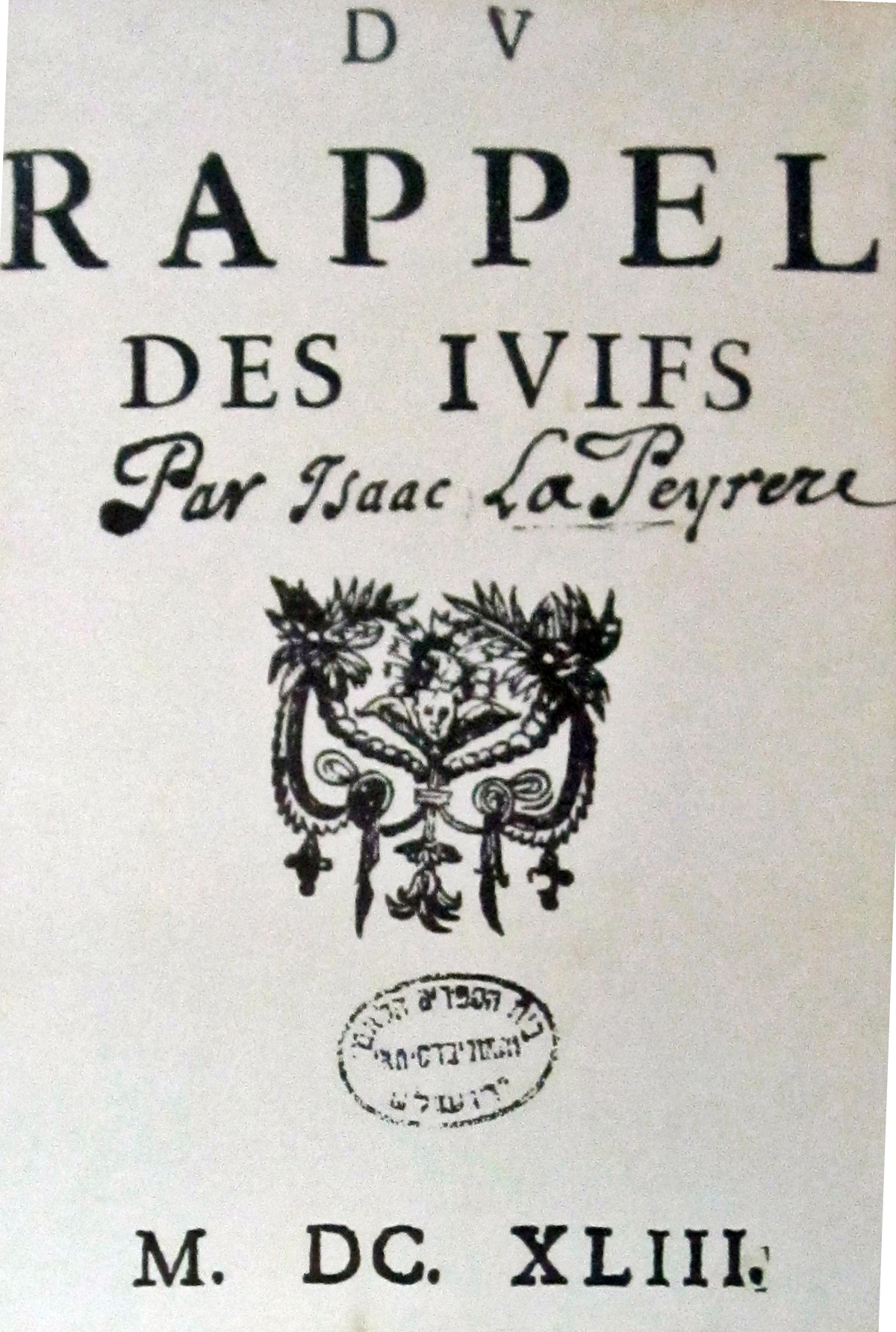
Du rappel des juifs (1643)

In 1643 publiceerde La Peyrère een herziene tekst onder de titel "Du Rappel des Juifs", een oproep aan het Joodse volk. Zij moesten zich onder gezag van de Franse koning stellen en terugkeren naar Israël. Dan zou Christus terugkeren op Aarde. De oproep sloot aan bij het messianisme, de verwachting van de messiaanse joden dat een Messias het koninkrijk Israël zou herstellen. De Joden die noch Christus noch de Franse koning vertrouwden zagen niets in deze oproep.
In hetzelfde boek werd een pleidooi opgenomen voor een "Joods Christelijke Kerk". Een dergelijk verbond van Joden en christenen zou een Messiaans koninkrijk mogelijk maken in Jeruzalem, dat in La Peyrère's opvatting het "middelpunt van de Wereld" was. Dit pleidooi vond bij de christenen en hun kerken geen gehoor.
De apocalyptische verwachtingen van La Peyrère kunnen worden toegeschreven aan de verschrikkingen van de godsdienstoorlogen, La Fronde in Frankrijk en de Dertigjarige Oorlog in Duitsland.
In Brussel heeft La Peyrère in 1643 contact gehad met Menasseh Ben Israel, de messiaanse rabbijn die ten tijde van Oliver Cromwell de Joden terugbracht naar Engeland.

## La Peyrère als diplomaat
Tijdens een diplomatieke missie naar Zweden bezocht La Peyrère Nederland. Hij ontmoette in Leiden een Europees vermaard talenwonder, de Leidse professor Claude Saumaise (1588-1653), een man die om zijn fenomenale kennis een 'levende bibliotheek' en de 'schatbewaarder der Oudheid' werd genoemd.
Deze Saumaise was de auteur van een "geschiedenis van de astrologie" en hij was goed thuis in de tijdrekeningen van de volkeren van het Midden-Oosten die veel verder teruggaan dan het scheppingsverhaal in Genesis. In "Diatribae de annis climacteris", een chronologie van belangrijke jaartallen, stelde Saumaise dat de hemel en de aarde
volgens de overleveringen van de Babyloniërs en de oude Egyptenaren dertigduizend jaar eerder geschapen waren dan uit de in de Bijbel opgenoemde geslachtsregisters kon worden opgemaakt. Deze plaatsen de schepping in oktober van het jaar 3950 voor Christus. De ontmoeting met Saumaise was aanleiding om een revolutionair boek over de ouderdom van de wereld, de afkomst van de mens en de theologie te schrijven.

## Peyrère's verdere wetenschappelijke werk
De opkomst van de exacte wetenschappen, de publicaties van Newton, Copernicus, en Saumaise en het rationalisme van de Franse filosoof René Descartes gaven aanleiding om de Bijbelverhalen te toetsen aan de onveranderlijk geachte natuurwetten. Dit nieuwe inzichten leidden tot Bijbelkritiek waardoor de ooit letterlijk genomen Heilige Schrift veranderde in een menselijk document. De Præadamitæ van La Peyrère maakte de Bijbelkritiek voor het eerst voor iedereen aanschouwelijk.
La Peyrère kon Hebreeuws en Grieks niet lezen. Hij baseerde zijn stellingen op het gepubliceerde werk van Josephus Justus Scaliger, met name op diens "Thesaurus temporum".
La Peyrère wist dat de oudste geschiedenis terugging op tijden die ver vóór de hypothetische datum van de in Genesis beschreven schepping van de wereld lagen. Ook de zeer ver teruggaande tijdrekeningen van de farao's, de Chinezen en de Azteken werden door La Peyrère daarvoor als bewijs gebruikt. Hij publiceerde zijn boek, met de stelling dat er vóór Adam mensen hadden geleefd, in 1655 onder de titel "Praeadamitae". De uitgevers waren Lodewijk Elzevier en Daniël Elzevier in Amsterdam. Het boek was in het Latijn geschreven en anoniem.
Publicaties in het Latijn werden in Nederland getolereerd, ook wanneer hun inhoud omstreden was. De Nederlandse overheden waren relatief ruimdenkend zolang een discussie alleen in geleerde kringen werd gevoerd.
Volgens La Peyrère waren de boeken van Mozes niet door Mozes geschreven en bleken allerlei wonderverhalen in het Oude Testament bij nader inzien verdichtsels van gebeurtenissen die met het verstand te volgen waren. La Peyrère gaf ook een antwoord op de door kritische lezers van Genesis gestelde vraag waar Kaïns vrouw vandaan kwam. Zij was, zo stelde hij, een van de mensen die al voor de schepping van Adam op aarde leefden. Zij was een preadamiet. La Peyrère ondersteunde deze opvatting door te verwijzen naar   Sinicae Historiae , een werk van Martino Martini,verbonden aan de missie van de jezuïeten in China. De in China gehanteerde chronologie vanaf het derde millennium voor Christus was niet in overeenstemming te brengen met een op alleen de Bijbel gebaseerde chronologie.
Op deze nieuwe stellingen van La Peyrère werd de theorie van de polygenese gebaseerd, de theorie stelt dat de verschillende mensensoorten verschillende oorsprongen hebben.
La Peyrère theoretiseerde graag over onderwerpen waarover nog weinig bekend was zoals de herkomst van de Amerikaanse Indianen. Zijn theorieën over de historie van het Joodse volk en de oorsprong van de mens werden in de Parijse salons, de ontmoetingsplaatsen van de intellectuelen, veel besproken.
Peyrère vond steun bij de afgetreden Zweedse vorstin Christina. Hij las zijn werk in 1655 in Brussel aan haar voor en de rijke vorstin gaf hem geld om uitgave van de Praeadamitae mogelijk te maken.
La Peyrère wilde zijn "Praeadamitae" aan de Franse regeringsleider kardinaal de Richelieu opdragen maar daarmee ging de kerkvorst niet akkoord, hij verbood het boek.

## De reactie op de Praeadamitae

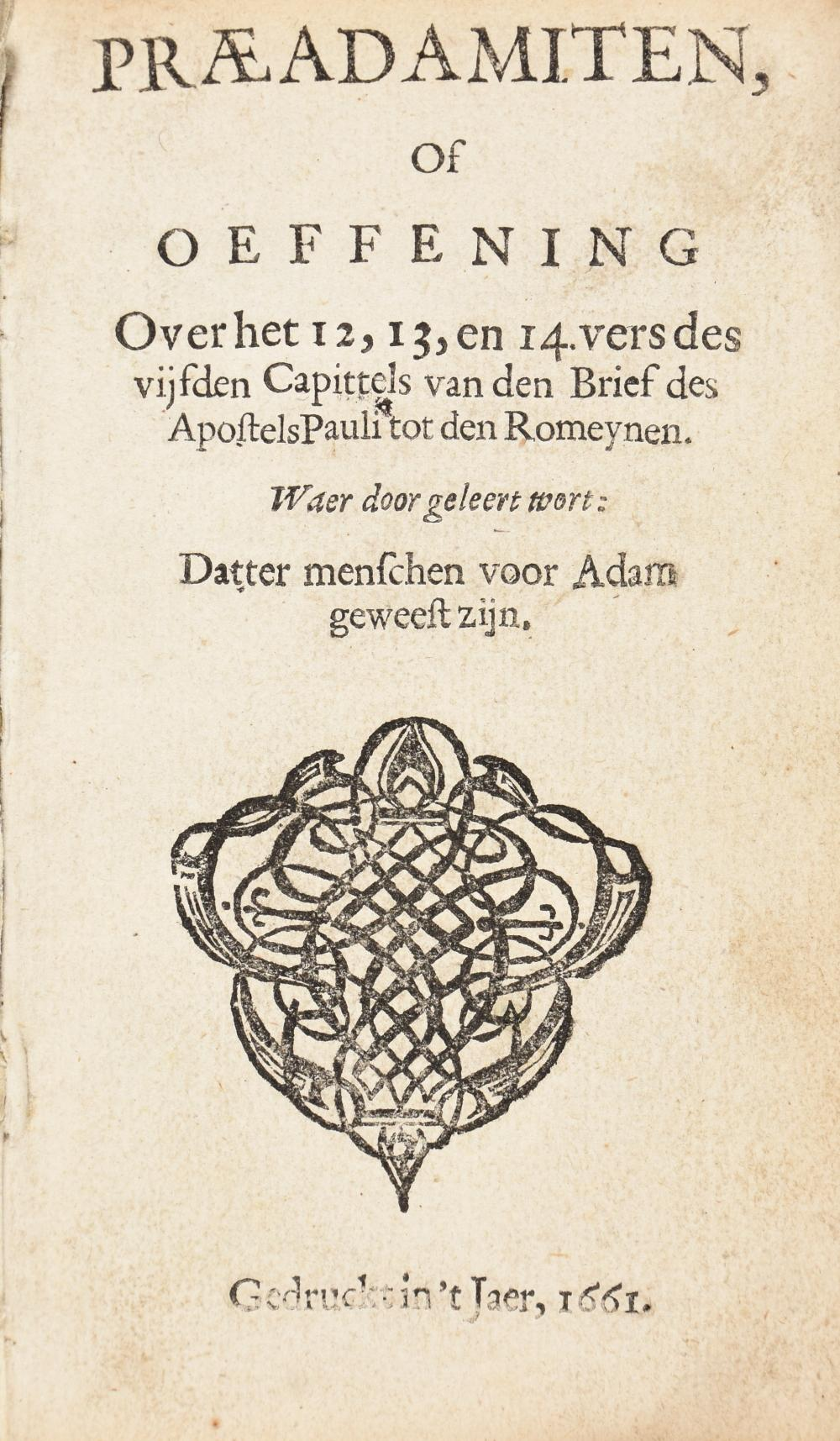
Titelpagina van de eerste uitgave in het Nederlands (1661) van Isaac La Peyrère over het hebben bestaan van preadamieten

Het boek werd een groot succes en beleefde in korte tijd vijf drukken. In heel Europa spraken geleerden over de stellingen van La Peyrère en de consequenties die daaruit voor kerk en geschiedschrijving voortvloeiden. In Nederland vond La Peyrère in de Utrechtse theoloog en hoogleraar Gisbertus Voetius een fanatieke tegenstander. Voetius was een fundamentalist en hij meende dat de theologie ook de natuurwetenschappen diende te beheersen. Ontdekkingen die niet met de leer van de kerken in overeenstemming waren mochten van Voetius niet worden gepubliceerd. Een aan het Utrechtse gemeentebestuur aangeboden memorandum van Voetius, sprekend namens zijn faculteit, was voor dat stadsbestuur reden om het boek van La Peyrère in hun stad te verbieden.
Deze censuur bracht de Staten-Generaal van de Republiek der Verenigde Nederlanden ertoe om hetzelfde te doen. De uit Praeadamitae te trekken consequentie dat Jezus niet voor alle mensen was gestorven en dat sommige mensen niet alleen vrij waren van de erfzonde maar ook ongestraft konden zondigen, of misschien wel niet konden zondigen, was een potentieel politiek probleem. In de 17e eeuw kon men zich een land waarin meerdere godsdiensten naast elkaar bestonden nog moeilijk voorstellen. De uitvoerende macht en de godsdienst waren nog nauw verbonden.
Ondanks het verbod op publicatie en verkoop verscheen in 1661 een Nederlandse vertaling van Praeadamitae onder de titel "Praeadamiten, of Oeffening over het 12, 13, en 14. vers des vijfden capittels van den brief des apostels Pauli tot den Romeynen: Waer door geleert wort: datter menschen voor Adam geweest zijn". De titel verwijst naar een interpretatie van  La Peyrère van het tekstdeel 5.12-14 van de Brief van Paulus aan de Romeinen. 
  12. Daarom, gelijk door een mens de zonde in de wereld ingekomen is, en door de zonde de dood; en alzo de dood tot alle mensen doorgegaan is, in welken allen gezondigd hebben.
 13. Want tot de wet was de zonde in de wereld; maar de zonde wordt niet toegerekend, als er geen wet is.
 14.  Maar de dood heeft geheerst van Adam tot Mozes toe, ook over degenen, die niet gezondigd hadden in de gelijkheid der overtreding van Adam, welke een voorbeeld is Desgenen, Die komen zou.
De interpretatie van La  Peyrère is dat als Adam op een moreel relevante wijze heeft gezondigd er een Adamitische wet geweest moet zijn volgens welke hij gezondigd heeft. Als de wet begon met Adam moet er een wereld bevolkt met mensen zijn geweest zonder wet.

## Arrestatie in Brussel
In het katholieke en door Spanje geregeerde Brussel kon de Prins van Condé Isaac La Peyrère niet beschermen. In februari 1655 werd La Peyrère met veel machtsvertoon gearresteerd. De overheid verhoorde hem maar zij kon een protestant om formele redenen niet als ketter veroordelen. Ketterij was namelijk per definitie de heterodoxie van katholieken. Over theologische conflicten binnen het protestantisme had de overheid geen rechtsmacht.
De rechters besloten dat zij Isaac La Peyrère niet zouden vervolgen wanneer hij katholiek werd en de paus, Alexander VII, om vergiffenis zou vragen.
Isaac La Peyrère zag een uitweg want als hij het pauselijk leergezag zou aanvaarden zou zijn in het verleden gepubliceerde boek hem niet meer worden aangerekend. Voor een katholiek is de uitleg die de pausen aan de Bijbel geven immers de leidraad. Zij bestuderen de bijbel niet verstandelijk en met respect voor het individuele geweten.
In Rome werd de bekeerde en gedoopte Isaac La Peyrère door de Paus hartelijk ontvangen. De kerkvorst begroette hem met de kwinkslag "laat ons deze pre-adamiet omhelzen".

## Isaac La Peyrère als katholiek
La Peyrère veranderde wel van geloof maar niet van aard. De eeuwige wroeter in geschriften ging door waar hij was gestopt met de these dat Adam, wanneer Adam inderdaad aan jicht zou zijn gestorven, ouders moest hebben gehad omdat jicht erfelijk is. Zijn werk heeft hem niet meer in juridische problemen gebracht.
Als katholiek bleef La Peyrère aan het openbare debat deelnemen. Hij veranderde van een kritisch bijbellezend protestant in een apologeet van een strikt katholieke theologie waarin men de bijbeltekst niet met het geweten en het verstand, maar aan het leergezag van de kerk in overeenstemming bracht. Wat er niet stond dat stond er niet en over wat er wel staat kan men alleen binnen de door de katholieke leer gestelde grenzen discussiëren.
Deze breuk met wat hij heel zijn leven had verkondigd was voor La Peyrère een juridische bescherming tegen zijn vervolgers.
Een al vroeg in de jaren 40 opgezet plan om het Franse koningschap te vervangen door een "universele christelijke monarchie" bleef La Peyrère zijn leven lang bezighouden. Ook de andere messiaanse en pre-adamitische of polygenetische gedachten doken na de bekering, in gewijzigde en iets voorzichtiger vorm, weer op. In 1670 waren de oude theorieën onderwerp van gesprek toen hij de Franse geleerde Richard Simon ontving in het klooster van de Oratorianen waar La Peyrère zich als lekenbroeder had teruggetrokken.
Simon die op zijn beurt een belangrijk Bijbelcriticus en taalkundige was, was niet onder de indruk van Peyrère's kennis maar hij prees het vernuft waarmee La Peyrère wist te argumenteren.
Op zijn sterfbed zou Isaac La Peyrère zijn biechtvader met grapjes over de eeuwigheid in de war hebben gebracht.

## De betekenis van Isaac La Peyrère
De contacten tussen geleerden als La Peyrère, Saumaise, Hugo de Groot en Ole Worm liepen vooruit op de Europese Verlichting. Toen Praeadamitae eenmaal was gepubliceerd werd het voor velen duidelijk dat men op goede gronden mocht twijfelen aan wat van de kansels werd verkondigd. Isaac La Peyrère was ook van invloed op het werk van de filosoof Baruch Spinoza.
In de 19e en 20e eeuw was het werk van Isaac La Peyrère, gelezen in de zin van een gescheiden schepping van de Joden en de andere volkeren, de "Gojim", een aanmoediging voor zowel het op de Bijbel gebaseerde polygenisme, een uitwerking van de gedachten over polygenese, dat ook in de 21e eeuw aanhangers heeft in fundamentalistisch christelijke kring, als het vaak antisemitische racisme van schrijvers als Houston Stewart Chamberlain.